# Velká pardubická 2009
Velká pardubická 2009 byla 119. ročníkem tohoto dostihu. Konala se na pardubickém dostihovém závodišti 11. října. Zvítězil v ní osmiletý valach Tiumen v sedle s žokejem Josefem Váňou. Pro šestapadesátiletého Váňu to bylo již šesté vítězství v tomto dostihu. Váňa je zároveň trenérem Tiumena. Vítězný kůň reprezentoval stáj Köi Dent majitele Ivo Köhlera. Čas vítěze byl 09:19,56.
Hlavním sponzorem byla Česká pojišťovna a běželo se o celkovou částku 4 500 000 Kč.
Na start se postavilo celkem 25 koní což byl druhý největší počet v historii. Mezi nimi bylo šest koní ze zahraničí. Největší favoritkou na vítězství byla vítězka z předešlých dvou ročníků klisna Sixteen. Velký Taxisův příkop zdolalo 24 koní, padl zde jen druhý kůň z minulého ročníku Hirsch. Dostih dokončilo 18 koní, což byl rekordní počet koní v cíli v historii. Stínem dostihu bylo zranění Shirley, která musela být utracena.

## Pořadí v cíli
| *  | Kůň            | Jezdec               | sázkový kurs |
| -- | -------------- | -------------------- | ------------ |
| 1  | Tiumen         | Josef Váňa           | 16           |
| 2  | Sixteen        | Josef Bartoš         | 1,8          |
| 3  | Numero Due     | Jiří Kousek          | 14           |
| 4  | Mandarino      | Jaroslav Myška       | 5            |
| 5  | Pocci          | Jan Korpas           | 28           |
| 6  | Jung           | Bohuslav Mátl        |              |
| 7  | Super Lord     | Jan Faltejsek        |              |
| 8  | Juful Tennis   | Fernand de Oliveira  |              |
| 9  | Lakreg         | Martin Liška         |              |
| 10 | Profil         | Michal Köhl          |              |
| 11 | Tomis          | Pavel Kašný          |              |
| 12 | Marath         | Paul Francis Hamblin |              |
| 13 | Mr Land        | Pavel Složil         |              |
| 14 | Derby Sharp    | Josef Sovka          |              |
| 15 | Red Dancer     | Raffaele Romano      |              |
| 16 | Mr Big         | Noel Fehily          |              |
| 17 | Roosevelt      | Thomas Boyer         |              |
| 18 | Il En Reve     | Kenneth Whelan       |              |
| -  | Del Sole       | Josef Váňa ml.       |              |
| -  | Shirley        | Marek Stromský       |              |
| -  | Hirsch         | Dušan Andrés         |              |
| -  | Lucky Nellerie | Keith Mercer         |              |
| -  | Lirain         | Jaromír Hrudka       |              |
| -  | Montgomery     | Petr Tůma            |              |
| -  | Lucky Luk      | Jason Maguire        |              |